# Transvemij-Van Schilt
Transvemij-Van Schilt war ein niederländisches professionelles Radsportteam, das von 1980 bis 1987 bestand.

## Geschichte
Das Team wurde 1980 unter der Leitung von Jos Elen gegründet. Das Team war im ersten Jahr auf lokale Rennen ausgerichtet. 1981 konnte ein vierter Platz bei Omloop Vlaamse Scheldeboorden und ein elfter Platz bei Nokere Koerse erreicht werden. 1982 konnte Platz 6 bei der La Flèche Wallonne und Platz 9 bei Dwars door Vlaanderen vorgewiesen werden. 1983
waren die Top-10-Platzierungen mit Platz 4 bei der Niederlande-Rundfahrt, Platz 6 beim E3-Prijs Harelbeke und Platz 7 bei Rund um den Henninger-Turm. Außer bei Bordeaux–Paris mit Platz 8 und Platz 9 bei Veenendaal–Veenendaal erzielte das Team keine weitern nennenswerte Platzierungen im Jahr 1985. 1986 konnte das Team bei der Herald Sun Tour fünf Etappensiege feiern und gute Platzierungen mit Platz 4 bei Grote Prijs Jef Scherens, Platz 7 bei Druivenkoers Overijse und Brüssel–Ingooigem sowie Platz 8 bei 4 Jours de Dunkerque. 1987 war das erfolgreichste Jahr des Teams. Neben den 14 Siegen kam das Team zu zweiten Plätze bei der Olympia’s Tour und der Tour de Picardie, zu dritten Plätzen bei Visp-Grachen und Grand Prix de Denain und zu sechsten Plätze beim Scheldeprijs, bei Le Samyn und beim E3-Prijs Harelbeke. Nach der Saison 1987 löste sich das Team auf und ein Teil der Fahrer wechselte zum Team TVM-Van Schilt.

## Erfolge
1986
- fünf Etappen Herald Sun Tour
- Schaal Sels Merksem
- Omloop van het Waasland

1987
- sieben Etappen Herald Sun Tour
- vier Etappen Olympia’s Tour
- eine Etappe Tour Méditerranéen
- Circuit des XI Villes
- eine Etappe Burgos-Rundfahrt

## Grand-Tour-Platzierungen
| Grand Tour        | 1987 |
| ----------------- | ---- |
| Giro d’ItaliaGiro | 62   |

## Monumente-des-Radsports-Platzierungen
| Monument                 | 1980 | 1981 | 1982 | 1983 | 1984 | 1985 | 1986 | 1987 |
| ------------------------ | ---- | ---- | ---- | ---- | ---- | ---- | ---- | ---- |
| Mailand–Sanremo          | –    | –    | –    | –    | –    | 41   | –    | 36   |
| Flandern-Rundfahrt       | –    | –    | 12   | 25   | 37   | 20   | 21   | 28   |
| Paris–Roubaix            | –    | –    | –    | –    | –    | 26   | 21   | 35   |
| Lüttich–Bastogne–Lüttich | –    | –    | 22   | 41   | 43   | 79   | –    | 36   |
| Lombardei-Rundfahrt      | –    | –    | –    | –    | –    | –    | –    | –    |

## Bekannte ehemalige Fahrer
- Freddy Maertens (1985)
- Jan Bogaert (1986–1987)
- Peter Pieters (1987)